# Hermann Peter Fersenfeldt
Hermann Peter Fersenfeldt, auch Hermann Peter Fersenfeld, (* 1. September 1786 in Hamburg; † 26. September 1853 ebenda) war ein deutscher Architekt und Hochschullehrer.

## Leben

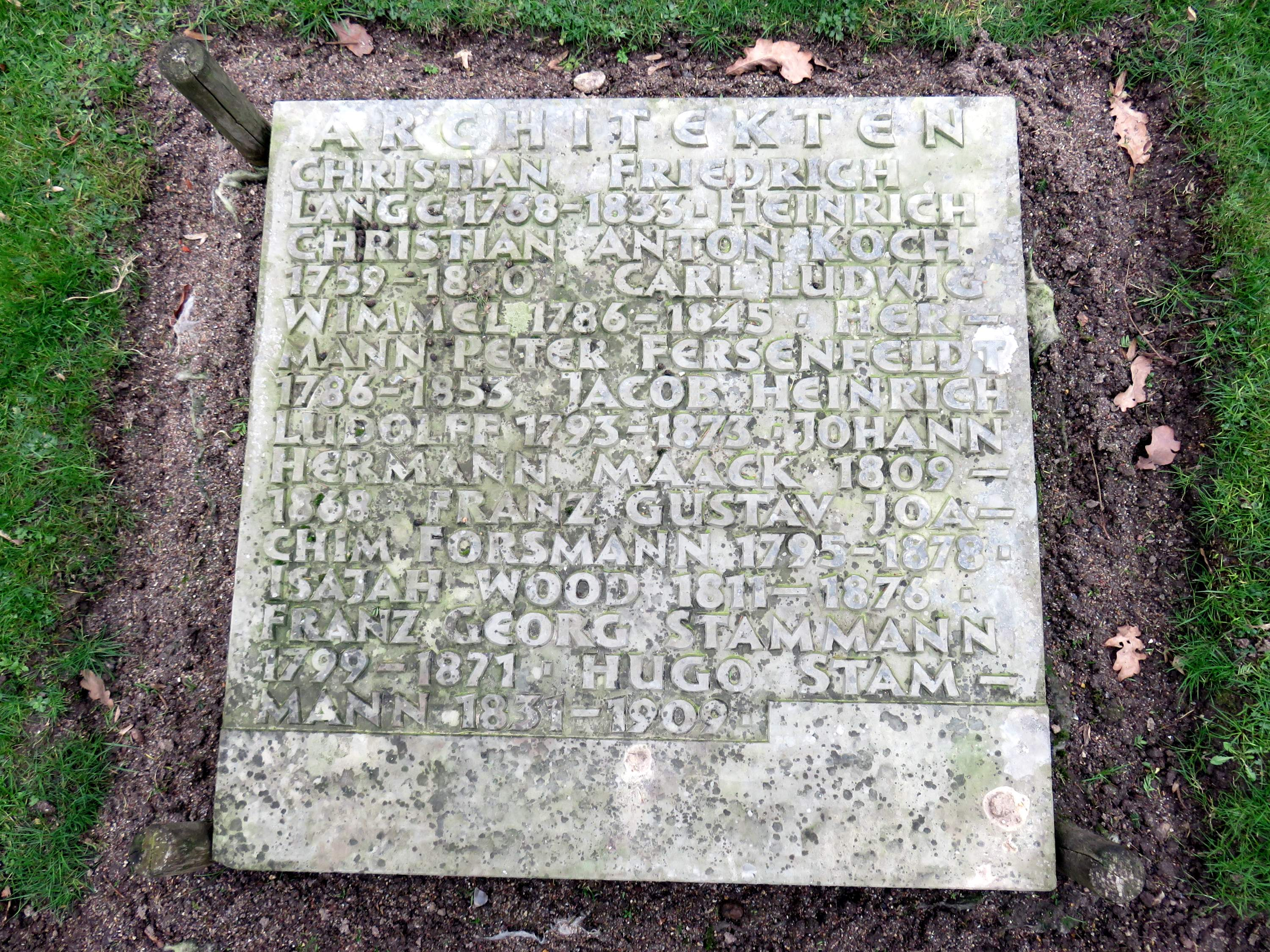
Grabmaltafel Althamburgischer Gedächtnisfriedhof Ohlsdorf

Sein Vater war der Zimmermannsmeister Nicolas Jacob Fersenfeldt, bei dem Alexis de Chateauneuf in die Lehre ging.
Fersenfeldt war Schüler von Friedrich Weinbrenner in Karlsruhe und ließ sich nach der Ausbildung und größeren Reisen 1818 in Hamburg nieder, wo er eine Bauschule gründete. Mit der Turmhaube für die Jacobikirche (1826–1828) wurde er als Architekt der Öffentlichkeit bekannt.
Im Zusammenhang mit dem Verein für Hamburgische Geschichte war er neben dem Lithografen Johannes Anderson, Alexis de Chateauneuf, Martin Gensler (1811–1881) und Otto Speckter berechtigt, aus gefährdeten Bauwerken, die auch Kirchen betrafen, historisch wertvolle Bauteile oder Gegenstände zu entfernen, um sie in gesicherte Aufbewahrung zu übergeben.
Im Bereich des Althamburgischen Gedächtnisfriedhofs des  Ohlsdorfer Friedhofs wird auf dem Sammelgrabmal Architekten an Hermann Peter Fersenfeldt erinnert. Im Hamburger Stadtteil Winterhude wurde der Fersenfeldtsweg nach ihm benannt.

## Schriften
- de Chateauneuf, Fersenfeldt, Libbertz, Nagel, Repsold, Wehncke: Ein Wort an unsere Mitbürger über die Rettung von Menschenleben in Feuersgefahr. Hamburg 1835. (Denkschrift, 15 Seiten)

„Die wiederholten Unglücksfäller der letzten Zeit haben bei unsern Mitbürgern den Wunsch angeregt, wirksamere Anstalten zur Rettung von Menschenleben bei eintretender Feuersgefahr getroffen zu sehen. Wenn wir an die zahlreichen deshalb ergangenen Vorschläge einen neuen reihen, so liegt uns ob, die Gründe anzudeuten, aus welchen uns die von Andern empfohlenen Maßregeln nicht ganz genügend erscheinen, und demnächst die Zweckmäßigkeit unsres eignen Vorschlags zu rechtfertigen. Der hier vorliegende Vorschlag sieht eine Einteilung der Stadt in Distrikte vor mit einer Anzahl tätig-rüstiger Männer als Hilfsmänner und einem Obmann um im Falle eines Feuers schneller vor Ort zu sein und Hilfe leisten zu können“

## Werk

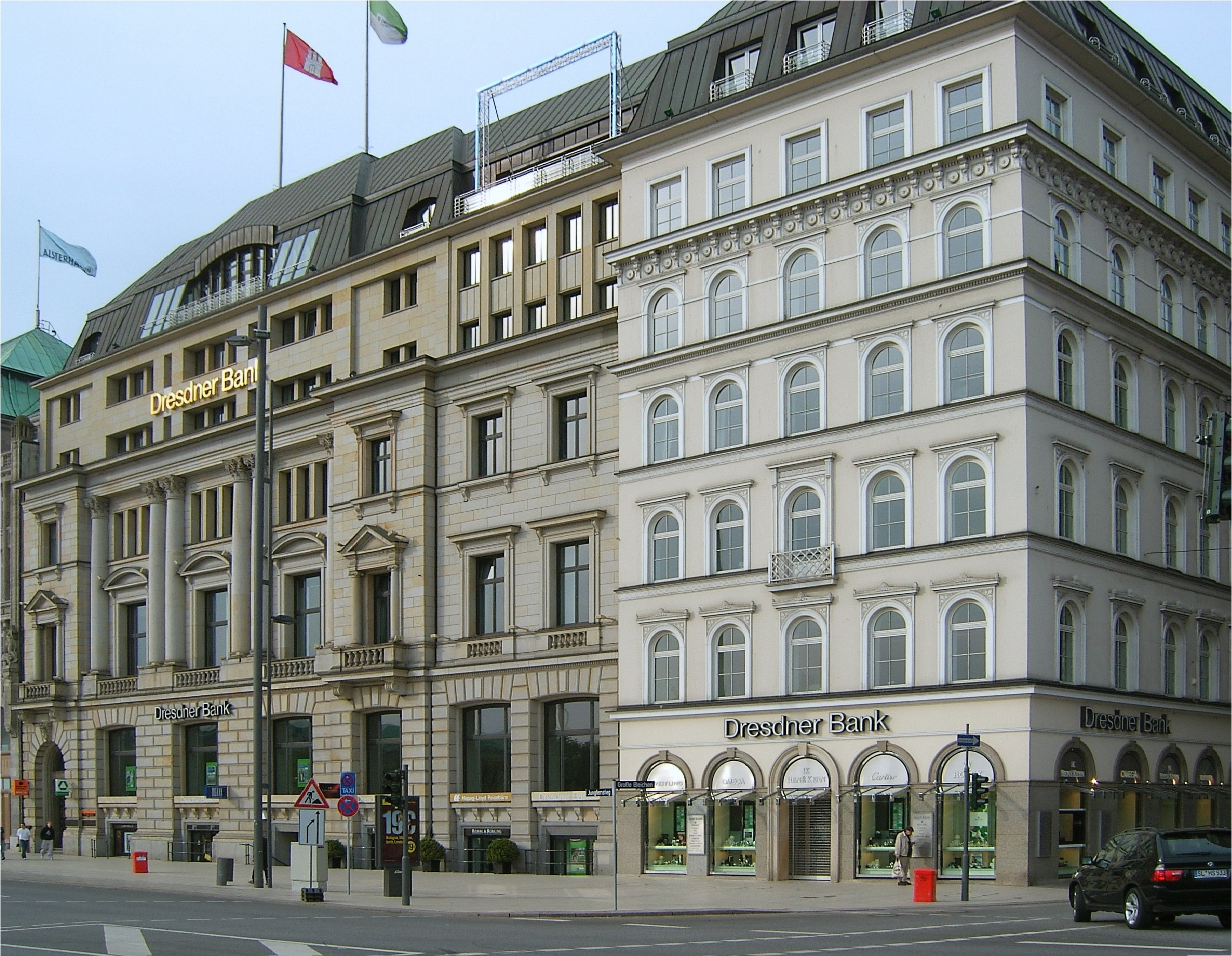
Eckhaus Jungfernstieg 25/Große Bleichen 2 (rechts; 5. Obergeschoss und Dach später aufgesetzt, 2 unterste Geschosse rekonstruiert)

- Ideen und Vorschläge für die Erbauung und Einrichtung eines Krankenhauses in Hamburg.[5]
- 1825: Zeichnung der Giebelwand mit Turm der Jacobikirche in Hamburg gemeinsam mit F. I. Stock (Lithograf)[6]
- 1826–1828: neuer, kupferverkleideter Turmhelm für die Hauptkirche Sankt Jacobi in Hamburg[7]
- 1844–1849: Hauptkirche Sankt Petri (Hamburg) gemeinsam mit Alexis de Chateauneuf, Turm durch Johann Hermann Maack[8]
- 1845: Eckhaus Jungfernstieg 25/Große Bleichen 2
- 1847–1848: Hamburger Sparkasse von 1827 am Adolphsplatz in Hamburg (gemeinsam mit Carl Friedrich Reichardt; nach 1956 abgerissen)[9]

## Schüler
- 1845–1846: Heinrich Carl Scheel